# Trafostanice Nitranská
Trafostanice Nitranská na Vinohradech v Praze je bývalá transformační stanice, která stojí na rohu ulic Nitranská a Dykova (původně Hviezdoslavova).

## Historie
Transformační stanice byla postavena v letech 1923–1924 podle návrhu architekta Ludvíka Kysely. Elektrické podniky k ní později daly na rohu Nitranské a Dykovy přistavět administrativní část, na jejíž fasádu roku 1941 umístily bustu Františka Křižíka od sochaře Rudolfa Březy. Jednalo se o rozvodnu a transformovnu 22/3 kV a přestože se na dobových plánech objevil název „měnírna“, objekt nikdy pro tramvaje stejnosměrný proud nevyráběl. Střídavý proud 3 kV byl z rozvodny distribuován po okolní zástavbě do distribučních trafostanic v domech (3/0,1 kV).

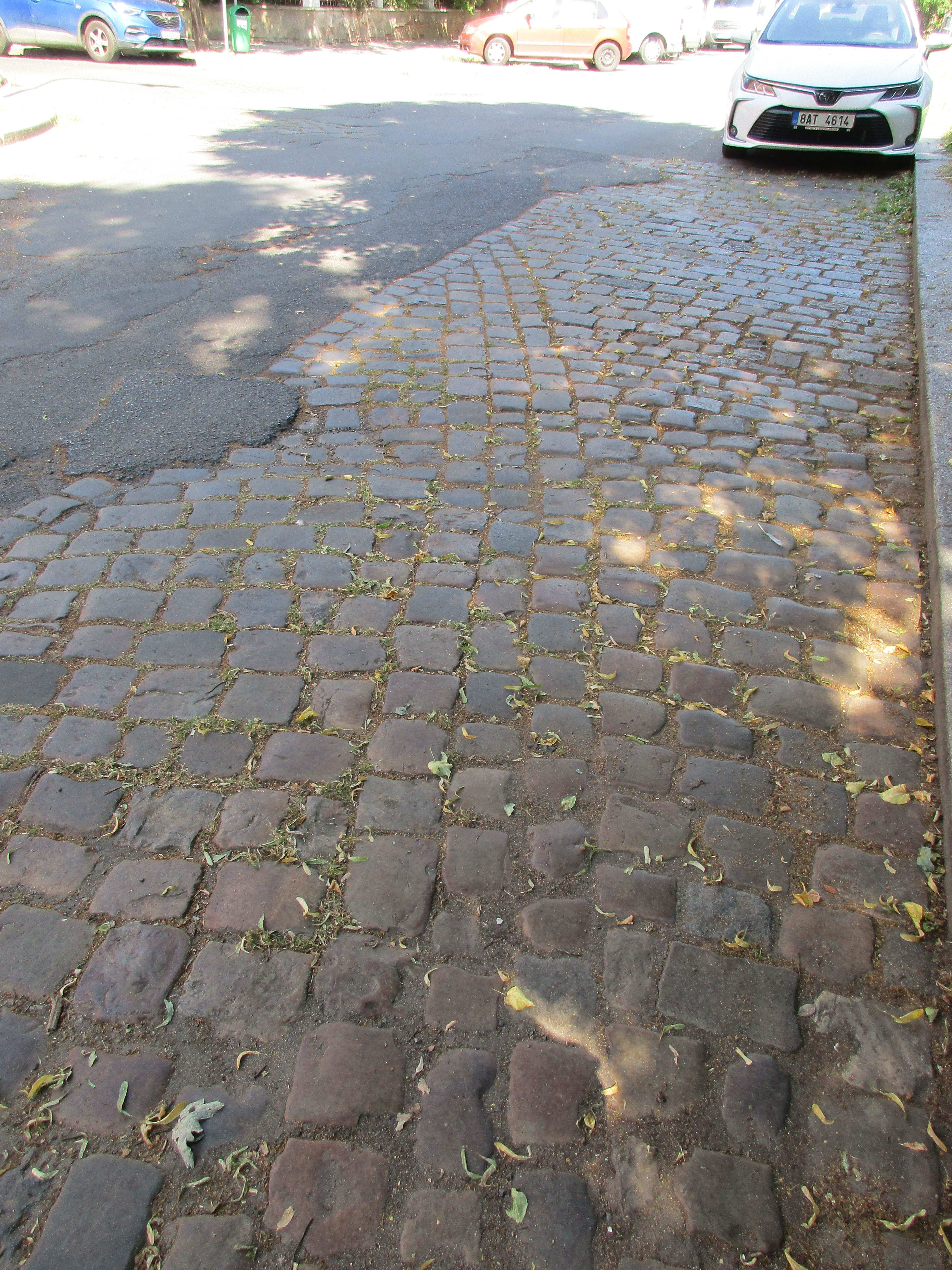
vydláždění po sneseném oblouku kolejí

V roce 1924 byla do rozvodny zavedena nákladní kolej pro přepravu transformátorů nákladními tramvajemi, která odbočovala z Korunní ulice do ulice Nitranské. Původní kolej, dokončená 28. října 1924, do budovy rozvodny vedla od severu z ulice Nitranské a měla délku 116 metrů. Odbočka byla roku 1939 rozšířena o jižní vjezd k transformátorové rampě až na délku 344 metrů prodloužením Nitranskou ulicí a pravým obloukem do ulice Dykovy. Zde se přimykala k levému chodníku a kuse končila. Tramvaj jedoucí do rozvodny dojela na kusý konec koleje a po přestavení výhybky zacouvala odbočujícím obloukem do dvora.
Podle projektu nové části odbočky měl být severní vjezd zrušen, k čemuž nedošlo. Celé kolejiště však bylo formálně zrušeno roku 1953 vyjmutím výhybky a následně postupně sneseno. Na rohu Nitranské a Dykovy ulice zůstal zachován v dlažbě pozůstatek někdejšího nákladního tramvajového provozu - vydláždění po sneseném oblouku kolejí.